# Araschnia

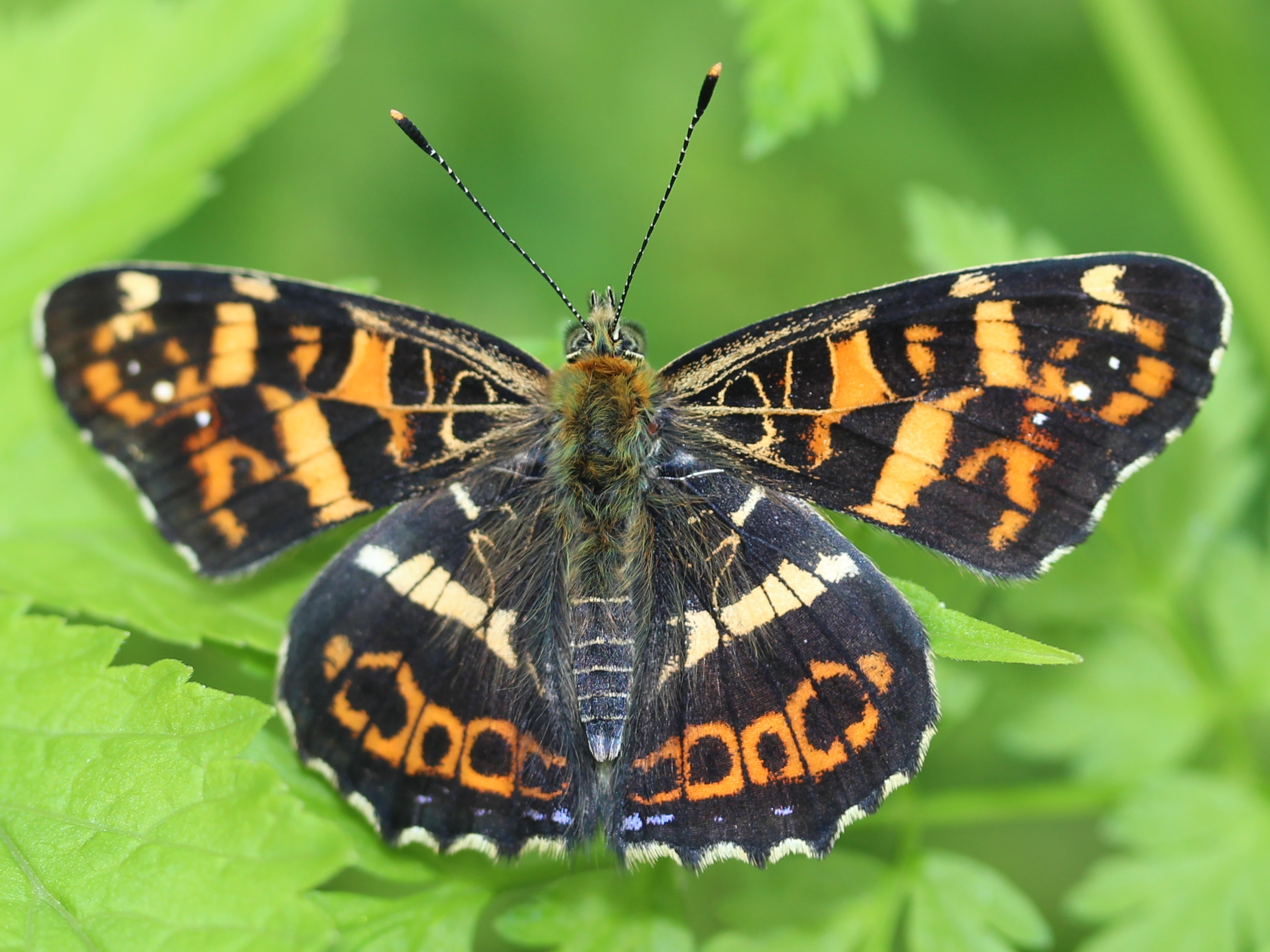
Araschnia burejana f. strigosa

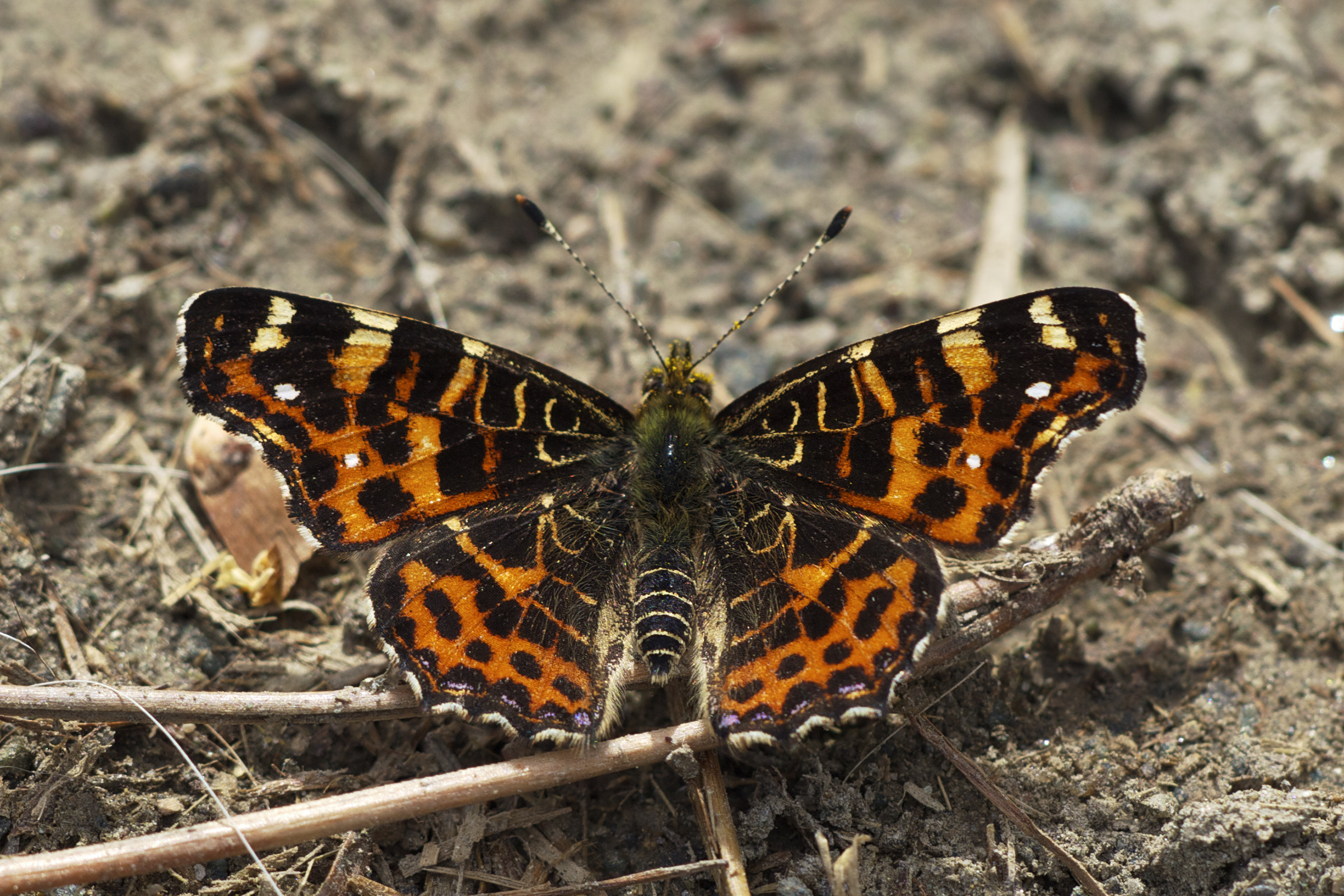
Landkärtchen (Araschnia levana f. levana)

Araschnia ist eine Gattung Schmetterlinge aus der Familie der
Edelfalter (Nymphalidae). Die Falter sind in Europa und Asien verbreitet und zeigen einen deutlichen Saisondimorphismus. In Europa kommt nur das Landkärtchen (Araschnia levana) vor.

## Beschreibung
Die kleinen Falter sind schwarz und weiß oder schwarz und braun gefärbt. Die Falter zeigen einen deutlichen Saisondimorphismus zwischen der Frühlings- und Sommergeneration. Die Augen sind behaart, die Labialpalpen zottig, die Fühler sind am Ende flach kolbig verdickt und haben etwa die halbe Länge der Vorderflügel. Diese sind rechtwinklig dreieckig, bei einigen Arten ist der Apex abgeschrägt und nur schwach eckig. Die Hinterflügel sind breit eiförmig mit etwas welligem Außenrand.
Die Raupen haben auf dem Kopf ein Paar und am Körper viele verzweigte Dornen. Die Stürzpuppe hat kleine Höcker und stumpfe Kopfspitzen.

## Verbreitung
Bis auf das Landkärten, das von Spanien bis Korea vorkommt, kommen alle anderen Arten nur in Mittel- und Ostasien vor.

## Lebensweise
Die Falter fliegen graziös und wiegend an Wald- und Buschrändern oder in Lichtungen, setzen sich gern auf den Erdboden oder auf das Blattwerk niedriger Büsche und Sträucher mit ausgebreiteten Flügeln. Die Raupen ernähren sich von Brennnesseln (Urtica).

## Arten
- Araschnia burejana (Bremer, 1861), strigosa Butler 1866 ist die Frühlingsform, fallax Janson,1877 die Sommerform
- Araschnia davidis Poujade, 1885 kommt in Tibet vor. Über die Lebensweise ist nichts bekannt.[3]
- Araschnia dohertyi Moore, [1899] kommt in China und Nordindien vor.[3]
- Araschnia doris Leech, [1892], leechi Oberthür 1909 ist die Frühlingsform, doris die Sommerform. zhangi Chou, 1994 ist ein Synonym der Sommerform.[4] Sie kommt von West-Sichuan ostwärts bis Südost-China vor.[3]
- Araschnia levana (Linnaeus, 1758), levana ist die Frühlingsform, prorsa die Sommerform. Verbreitet von Spanien über Mittel- und Nordeuropa durch Mittelasien bis nach Korea und Japan.
- Araschnia oreas Leech, [1892], nach Seitz vielleicht die Sommerform von davidis.
- Araschnia prorsoides (Blanchard, 1871) kommt in Nordindien, Westchina und Burma vor.